# La Barbarie à visage humain
La Barbarie à visage humain est un livre de Bernard-Henri Lévy paru aux éditions Grasset en 1977 dans la collection « Figures ». Cet ouvrage a révélé son auteur au grand public.
Dans cet essai, Bernard-Henri Lévy propose de faire un examen des effets du fascisme et du stalinisme pour tenter de sortir des schémas totalitaires induits et de concevoir les moyens d’y résister.
Publié en mai 1977, La Barbarie à visage humain se situe dans le champ critique de la nouvelle philosophie. Les thèses qu’y développe Bernard-Henri Lévy sont proches de celles d’André Glucksmann et des prises de position que prend alors Michel Foucault. Toutefois elles ne se centrent pas sur la question de la responsabilité de la philosophie allemande dans la construction du nazisme et du stalinisme, mais se déplacent sur le terrain de la philosophie française.

## Conception de l'histoire:  optimisme et pessimisme
En mars 1977, Michel Foucault et Bernard-Henri Lévy publient un entretien dans Le Nouvel Observateur, où Foucault confie à Lévy : 

« Le retour de la révolution, c’est bien là notre problème. Il est certain que, sans lui, la question du stalinisme ne serait qu’une question d’école – simple problème d’organisation des sociétés ou de validité du schéma marxiste. Or c’est de bien autre chose qu’il s’agit, dans le stalinisme. Vous le savez bien : c’est la désirabilité même de la révolution qui fait aujourd’hui problème. »

 Désirabilité non pas d'une révolution, mais de la révolution, radicale, finale, totale. Bernard-Henri Lévy propose d’étudier ce problème en détail et d’essayer d'entrevoir une solution.
La Barbarie à visage humain débute par un constat paradoxal : « Hitler n’est pas mort à Berlin, il a gagné la guerre. Staline n’est pas mort à Moscou, il est là parmi nous. » 
Par là, Lévy tente de réveiller un certain  pessimisme qui s'oppose à la fausseté, selon lui, des philosophies optimistes de l'Histoire.  Lévy veut aussi exprimer le désenchantement d'une génération de jeunes intellectuels, face au marxisme et aux engagements politiques. Il conduit une réflexion sur deux totalitarismes dont l'influence est déterminante au XXe siècle, le fascisme et le stalinisme. Le pessimisme, au sens où il l’entend, ne se confond pas avec un trait de caractère ; c’est une perception, une écoute, un regard, une tension maintenue à dessein, que Lévy compare à celle d’un guetteur ou d’une sentinelle. Il appelle à une vigilance sur la montée des totalitarismes, y compris à travers l'essor du marxisme.

## L’idéologie du désir
Le schéma totalitaire qui apparaît à l’examen des effets du fascisme et du stalinisme, ce schéma qui commande de maintenir la dynamique, l’élan, le moteur de l’optimisme, Lévy pense le retrouver, exposé et promu de la manière la plus moderne , dans « le concept du désir »,  « l’idéologie du désir », exposés par Deleuze et Guattari. Bernard-Henri Lévy met en cause la positivité pure liée au désir de la révolution  et à l'optimisme conceptuel, qui « dope » alors la pensée.  Désir du meilleur, l’optimisme ainsi conçu créerait les  conditions idéologiques qui permettent d’accomplir jusqu’au pire avec la conviction de tendre vers une société meilleure. Les totalitarismes, quelles que soient leurs différences par ailleurs, se reconnaîtraient, à l'exigence de requérir la perception d'une dynamique purement positive, associée à l'idée d'une providence toute-puissante et naturelle, qui mènerait nécessairement les hommes vers une « société bonne » méthodiquement « épurée » de ses éléments « corrupteurs ».

## Critique du bergsonisme
Les données du pessimisme et de l’optimisme étaient déjà mises en jeu par Bergson. Elles fondaient sa conception de l’espace et du temps. Bernard-Henry Lévy opère un renversement. C’est la faculté que Bergson confère au temps, c’est son pouvoir de générer de l’optimisme, avec la conviction d’accéder à la qualité à l’état pur, à la qualité purement positive, qui est remise en cause par BHL (Bernard-Henri Lévy). Pour lui, c'est non seulement une illusion conceptuelle, mais elle a des effets désastreux :

« Je tiens qu’une pensée se mesure aussi, sinon d’abord, à l’aune la plus vulgaire : celle de ses effets de vérité, c’est-à-dire de ses effets tout court ; qu’il n’y a pas de meilleur critique que le plus immédiat et le plus trivial, le type d’inscription concrète qu’elle provoque dans le réel.[…] De l’idéologie du désir à l’apologie du pourri sur fumier de décadence, de l’“économie libidinale” à l’innocent accueil fait à la violence brute et décodée, de la “schizo-analyse” même à la volonté de mort sur fond de drogues fortes et de plaisirs transversaux, la conséquence n’est pas seulement bonne, elle est surtout nécessaire. Allez voir Portier de nuit, Sex-o’clock, Orange mécanique, ou plus récemment L'Ombre des anges. Écoutez les pauvres épaves qui s’en vont sur les routes s’exténuer en un dernier “shoot”. Lisez le franc racisme qui s’étalait naguère dans les productions du “Cerfi”… Vous saurez à peu près tout des effets et des principes de “l’idéologie du désir”. »

## Temps bergsonien et temps proustien
Lévy se réfère à Proust pour concevoir que le temps est « un vide, l’histoire une discontinuité, le passé un pur non-être, tout ruiné de pans d’oubli, dont la simple vue donne le vertige. » Le temps produit le sentiment d’une chute, il laisse éprouver un deuil, un chagrin dont on ne peut sortir qu’à condition de vivre pleinement le chagrin, selon Proust. Le temps se vit comme une perte. On peut retrouver sa présence, mais qu’en littérature et par la littérature, tel qu’il n’a jamais été vécu au présent. C’est à partir de cette conception du temps que Lévy édifie sa théorie des perceptions en se confrontant à l'histoire des totalitarismes et aux millions de morts qu'ils ont faits. [réf. nécessaire] [style à revoir]
La conception proustienne du temps, développée par Lévy, sollicite un « flair », un sens actif en chacun de nous, mais qu’il s’agit de cultiver : c’est le sens de la vigilance et, partant, de la mémoire. Il construit, selon Lévy, le « pessimisme conséquent » capable de dépasser l’épreuve du chagrin, de surmonter le découragement, et de concevoir le moyen de résister à un schéma totalitaire.
Lévy l’oppose à la conception bergsonienne du temps, développée par Deleuze, qui invite à saisir dans une épreuve vécue négativement la qualité d’une jouissance hautement positive, qu’il suffirait d'accueillir avec un optimisme tout aussi conséquent pour en tirer une énergie providentielle, en assignant à la mémoire la fonction d'un programme purement prospectif, axé sur le devenir et l'élan vital, et non d'un rappel rétrospectif de ce qui est mort.[source secondaire souhaitée]
Lévy critique cette conception du temps parce que, selon lui, elle ne retient dans le sentiment de la chute et du vertige provoqué par la réflexion historique, qu’un flux enthousiasmant propre à chasser les idées noires, les pensées lugubres, les cadavres, les massacres exhumés par le travail de la mémoire. Elle induit alors à une tout autre perception de l’histoire, puisque selon Lévy, le temps, ainsi conçu et exalté, permet au schéma totalitaire de s’imposer, au nom précisément du « bonheur ».  [style à revoir]

## Perspectives
« L’épreuve décisive pour les philosophies de l’Antiquité, c’était leur capacité à produire des sages ; au Moyen Âge, à rationaliser le dogme ; à l’âge classique, à fonder la science ; à l’époque moderne, c’est leur aptitude à rendre raison des massacres », affirme Michel Foucault en 1977. Bernard-Henri Lévy tente de répondre à cette exigence.[réf. nécessaire] [style à revoir]

## Réactions
Cet ouvrage révèle son auteur au grand public, et lui vaut un passage à l'émission littéraire de télévision Apostrophes, un passage qui renforce sa notoriété et la notoriété de ses thèses,.
En réaction à la publication de La Barbarie à visage humain, Gilles Deleuze publie un tract, où il affirme : « Les nouveaux philosophes font une martyrologie, le Goulag et les victimes de l'histoire. Ils vivent de cadavres. Ils ont découvert la fonction-témoin, qui ne fait qu’un avec celle d’auteur ou de penseur. » 
Jean Elleinstein, en tant que membre du parti communiste français, s'inquiète de ce nouvel ouvrage ayant un tel écho médiatique  (tout Paris lui semble s'agiter de cet écrit) qui développe une philosophie opposée au marxisme et, de son point de vue, « foncièrement conservatrice ».
Roland Barthes apporte son soutien à Bernard-Henri Lévy, dans une lettre initialement privée et finalement publiée par Les Nouvelles littéraires le 26 mai 1977. Barthes y regrette la remise en cause de Deleuze par Lévy qui lui « paraît erronée », mais ne cache pas à Lévy sa proximité avec les idées qui sont en jeu dans La Barbarie à visage humain, et en particulier, à « celles qui ont trait à la crise de la transcendance historique ». Barthes conclut : 

« Est-ce qu’il n’y aurait pas une sorte d’accord entre l’idéologie optimiste du “progrès” historique et la conception instrumentaliste du langage ? Et à l’inverse, est-ce qu’il n’y aurait pas le même rapport entre toute mise en distance critique de l’Histoire et la subversion du langage intellectuel par l’écriture ? Après tout, l’ars scribendi, succédant à l’art oratoire, a été historiquement lié à un déplacement de la parole politique (de la politique comme pure parole). Votre projet ne fait que relancer ce déplacement, occulté depuis qu’on a cessé d’écrire la politique, c’est-à-dire depuis Rousseau. »